# 2e Bataillon (Régiment de défense de l'Ulster)
Pour les articles homonymes, voir 2e bataillon.
Le 2e bataillon (County Armagh) du régiment de défense d'Ulster (2 UDR) a été formé en 1970 et fait partie des sept bataillons originaux spécifiés dans la loi de 1969 sur le Régiment de défense de l'Ulster, dont ce dernier a reçu la sanction royale le 18 décembre 1969 et est entrée en vigueur le 1er janvier 1970,. Il a été amalgamé avec le reste du régiment aux Royal Irish Rangers en 1992 pour former le Royal Irish Regiment. Il avait auparavant été fusionné en 1991 avec le 11e bataillon du régiment de défense de l'Ulster pour former le 2e/11e bataillon du régiment de défense de l'Ulster (en).

## Histoire
La constitution de milices de citoyens a une histoire en Irlande qui remonte à la création de la milice irlandaise (en) en 1793. La constitution des bataillons de l'UDR au niveau des comtés a suivi le modèle de constitution des milices.
Avec les six autres bataillons d'origine, le 2 UDR est devenu opérationnel le 1er avril 1970.
Le quartier général se trouvait à l'origine dans les anciennes casernes de Gough (en), dans la ville d'Armagh, qui abritaient auparavant le dépôt des Royal Irish Fusiliers, mais il a ensuite été transféré dans des locaux spécialement construits sur un nouveau site sur la route de Hamiltonsbawn (en), appelé casernes Drumadd (en), qui était partagé avec l'armée régulière et qui a également servi plus tard de quartier général à la 3e brigade d'infanterie (en). À différentes époques, le bataillon disposait de compagnies à Armagh, Loughgall, Glenanne et Lurgan, ainsi que de pelotons à Keady et Newtownhamilton.
Le lieutenant-colonel Michael Torrens-Spence, anciennement commandant du comté d'Armagh de l'Ulster Special Constabulary (B Specials), a été le premier commandant et a servi de 1970 à 1972.
Le major P.R. Adair, Coldstream Guards, fut le premier major d'instruction (TISO). Une partie de son travail consiste à trouver des logements pour les nouvelles compagnies du bataillon. Dans la mesure du possible, les logements étaient recherchés dans les bases de l'armée et, bien que les anciennes cabanes de section de l'Ulster Special Constabulary fussent vacantes et disponibles, leur utilisation aurait mis davantage en évidence les liens entre l'UDR et l'USC démantelée.
En raison de son emplacement et de son territoire de patrouille dans le "pays des bandits" du sud de l'Armagh, ce bataillon était l'un des plus engagés du régiment de défense de l'Ulster et avait la plus longue liste de pertes. Le bataillon étant toujours en sous-effectif, la décision fut prise en 1982, alors que l'effectif permanent était tombé à 184, de transférer une section entière du 9 UDR (qui patrouillait dans l'une des régions les plus calmes de la province) dans le 2e bataillon. Ce n'était pas aussi simple que de transférer des soldats d'unités régulières, car les soldats de l'UDR vivaient chez eux et leurs baraquements avaient des capacités d'accueil très limitées, mais le transfert a été effectué avec succès.
Le 2 UDR était responsable de 650 kilomètres carrés du comté d'Armagh, la plus petite zone du bataillon de l'UDR, mais la plus dangereuse pour le personnel militaire britannique pendant les Troubles.
Le bataillon assurait la garde de la caserne de la Royal Ulster Constabulary à Bessbrook. Une fois, lorsqu'une proxy bomb (en) est arrivée à la caserne, ils ont dû dégager la zone et transporter plusieurs enfants en lieu sûr avant que l'engin de 14 kg n'explose.

### Nomination des sous-officiers
La nomination des sous-officiers est effectuée par les hommes du rang, qui choisissent ceux qu'ils estiment être les meilleurs caporaux et sergents. Le fait de pourvoir les postes de sous-officiers supérieurs de cette manière présentait un inconvénient : de nombreux hommes relativement jeunes, qui avaient beaucoup d'années de service avant de prendre leur retraite ou d'être promus, constituaient un "bloc de promotion".

## Membres importants
- Robert McConnell (en) - caporal du 2e bataillon de l'UDR. Le rapport Barron le cite comme l'un des suspects des attentats à la bombe de Dublin de 1974. Il aurait eu des liens avec les services spéciaux du RUC et le British Intelligence Corps, et aurait été contrôlé par Robert Nairac (en)[15] avant et après les attentats. Lily Shields et Laurence McClure ont tous deux désigné McConnell comme impliqué dans les meurtres du Donnelly's Bar en 1975. John Weir (en) affirme que McConnell a participé à la fusillade de John Francis Green (en), avec Robin Jackson (en) et Harris Boyle (en)[16]. Weir le désigne comme le principal tireur de le meurtre de la famille Reavey (en)[17]. McConnell est tué par l'IRA le 5 avril 1976[18].

## Intimidation
Les soldats protestants comme les soldats catholiques ont été intimidés pour qu'ils quittent le régiment. Après l'introduction de l'internement, cependant, davantage de soldats catholiques ont fait l'objet d'intimidations de la part de leur propre communauté. Un caporal du 2 UDR a été menacé de brûler sa mère s'il ne quittait pas le régiment.

## Greenfinches
La première Greenfinch (femme soldat) a été enrôlée au quartier général du bataillon à Armagh le 16 septembre 1973. En 1991, elle avait atteint le grade d'adjudant.

## Destruction de la caserne de Glenanne
Deux compagnies du 2e bataillon étaient basées à l'avant-poste frontalier de Glenanne Barracks, construit en 1972. Avant l'attaque, sept d'entre eux avaient déjà été tués dans l'exercice de leurs fonctions.
A 23h30 le 31 mai 1991, un camion chargé de 910 kg d'un nouveau type d'explosif artisanal a dévalé (sans conducteur) une colline à l'arrière de la caserne et s'est écrasé à travers la clôture du périmètre, s'immobilisant contre un coin du bâtiment principal,. Selon un témoin, outre le camion, une camionnette Toyota Hiace transportant au moins deux hommes servait de véhicule de soutien. Ils ont été vus à l'extérieur de la camionnette garée, masqués et armés, l'un avec une arme de poing, l'autre avec une mitraillette. D'autres témoins ont entendu des tirs d'armes automatiques juste avant l'explosion principale. Il a été établi par la suite que le camion avait été volé la veille à Kingscourt, en république d'Irlande.
Le cratère de la bombe avait une profondeur de 61 m. L'explosion a projeté des débris et des éclats d'obus jusqu'à 270 m de distance. L'explosion a été entendue à plus de 48 km de Dundalk. C'est la plus grosse bombe que l'IRA ait fait exploser jusqu'alors. La majeure partie de la base a été détruite par l'explosion et l'incendie qui a suivi,. Les maisons d'habitation et autres bâtiments de la région ont également subi d'importants dégâts.
La garde de la caserne est habituellement composée de huit soldats, mais ce soir-là, il y a 40 personnes dans la caserne, qui assistent à un événement social. Trois soldats : Le caporal-chef Robert Crozier, 46 ans, le soldat Sydney Hamilton, 44 ans, et le soldat Paul Blakely, 30 ans, sont morts sur le coup et dix ont été blessés. Quatre civils ont également été blessés.
L'IRA provisoire a revendiqué cette attaque deux jours plus tard.
La base n'a jamais été reconstruite. Il ne reste qu'une rangée d'arbres marquant l'emplacement de la porte principale et un mémorial près de la route principale où sont inscrits les noms de tous les soldats de l'UDR de la base qui ont été tués alors qu'ils servaient dans cette base.

## Victimes
Le 2 UDR a connu le taux de pertes le plus élevé de tous les bataillons de l'UDR, perdant 65 hommes et femmes en service actif.
La première utilisation enregistrée du dispositif Mk12 (en) de l'Armée républicaine irlandaise provisoire, tiré horizontalement, a eu lieu le 1er mars 1991 contre une patrouille mobile de la 2 UDR. Deux soldats sont morts à la suite de cette attaque. Les funérailles de l'un d'entre eux, le soldat Paul Sutcliffe, un Anglais, ont eu lieu à Barrowford (en), dans le Lancashire - les seules funérailles de l'UDR à avoir lieu en dehors de l'Irlande du Nord. La deuxième victime, le soldat de deuxième classe Roger Love, originaire de Portadown, est décédée au bout de trois jours. Ses reins ont été donnés au NHS.

## Fusion
Les effectifs du bataillon sont tombés si bas qu'il a été décidé, dans le cadre des recommandations du "Project Infancy" Options for Change, de le fusionner avec le 11e bataillon (Craigavon). Cette fusion a eu lieu le 30 septembre 1991, formant le 2e/11e bataillon (County Armagh) (en), basé à la caserne Mahon Road (en), Portadown, mais conservant des compagnies à Drumadd Barracks, Armagh.

## Personnel important
- UDR Four (en)
- Catégorie:Soldats du régiment de défense de l'Ulster
- Catégorie:Officiers du régiment de défense de l'Ulster

## Voir également
- Liste des bataillons et des sites du régiment de défense d'Ulster (en)